# Биркин, Лев Сергеевич
Лев Сергеевич Биркин (20 апреля 1852 — 1924) — управляющим делами мелкого кредита в Министерстве финансов Российской империи в 1905—1912 годах, сенатор.

## Биография
Происходил из старинного дворянского рода Рязанской губернии. Сын инспектора Александровского лицея, генерал-майора в отставке Сергея Гавриловича Биркина (1805—?) и жены его Надежды Дмитриевны Кисловской.
В 1865 году поступил в Александровский лицей, который окончил в 1871 году с золотой медалью и чином IX класса.
По окончании лицея был определен на службу в Министерство финансов, в том же году перешел в Министерство юстиции кандидатом на судебные должности при Московском окружном суде. В 1872 году был назначен помощником секретаря того же суда, позднее в том же году — помощником правителя дел Горного совета Министерства государственных имуществ. В 1881 году вышел в отставку по домашним обстоятельствам, был избран мировым судьей 3-го участка Пронского уезда.
В 1884 году вернулся на службу в Министерство финансов, в Департаменте окладных сборов последовательно занимал должности: столоначальника (1884—1885), начальника II отделения (1885—1889), чиновника особых поручений V класса (1889) и, наконец, вице-директора департамента (1889—1892). В 1892 году был назначен помощником статс-секретаря Государственного совета сверх штата, а в 1893 году — вице-директором Особой канцелярии по кредитной части. В 1897 году был назначен членом совета Государственного банка (от Министерства финансов), а в 1905 году — управляющим делами мелкого кредита Министерства финансов, с оставлением членом совета. 9 апреля 1900 года произведен в тайные советники. По отзывам коллег, обладал «легендарной работоспособностью». Обеспечил создание и работу инспекций по делам мелкого кредита при отделениях Государственного банка в провинции, основал журнал «Вестник мелкого кредита». Сослуживцы собрали капитал имени Л. С. Биркина для выдачи стипендий и пособий детям чиновников управления. В 1911 году был членом комитета и казначеем Пушкинского лицейского общества
28 ноября 1912 года назначен сенатором, присутствующим во 2-м департаменте Правительствующего Сената.
Судьба после 1917 года неизвестна. Умер в 1924 году.

## Семья
С 3 июня 1883 года был женат на дочери коллежского pегистpатоpа Наталии Дмитриевне Неплюевой. Их дети:
- Дмитрий (1893—?)
- Надежда (1884—?)
- Елена (1885—?)
- Наталия (1887—?)
- Ольга (1891—?)

## Награды
- Высочайшее благоволение (1890)
- Орден Святого Станислава 1-й ст. (1896)
- Орден Святой Анны 1-й ст. (1903)
- Орден Святого Владимира 2-й ст. (1905)
- Орден Белого Орла (1910)
- Высочайшая благодарность (1910)
- Орден Святого Александра Невского (1914)